# Mãe-de-taoca-dourada
Mãe-de-taoca-dourada (nome científico: Phlegopsis borbae) é uma espécie de ave pertencente à família dos tamnofilídeos, endêmica do Brasil. 
Seu nome popular em língua inglesa é "Pale-faced bare-eye".